# Macraspis cupripes
Macraspis cupripes är en skalbaggsart som beskrevs av Kirsch 1870. Macraspis cupripes ingår i släktet Macraspis och familjen Rutelidae. Inga underarter finns listade i Catalogue of Life.